# Бондаренко Петро Тихонович
Петро Тихонович Бондаренко (нар. 3 вересня 1901, село Стара Зеньковіна, тепер Кормянського району Гомельської області, Білорусь — розстріляний 28 жовтня 1950, місто Москва) — радянський військовий і партійний діяч, контрадмірал (13.12.1942). 

## Біографія
Вступив у РКП(б) в 1919 році, брав участь у Громадянській війні в Росії, воював проти поляків.
Відповідальний провідник експедиції і політбоєць політвідділу Дніпровської військової флотилії (жовтень 1919 — серпень 1920), потім воєнмор-політбоєць в складі морської експедиційної дивізії (серпень —  листопад 1920). Служив в Особливому морському прикордонному відділенні Особливого загону Чорного і Азовського морів (листопад 1920 — лютий 1922), червонофлотцем (лютий — травень 1922) на гідрографічному судні «Азимут» Балтійського флоту. Закінчив школу рульових і сигнальників Балтійського флоту (травень 1922 — травень 1923) і служив старшиною рульових (травень — листопад 1923) судні «Азимут» Балтійського флоту.
У листопада 1923 року вступив у Військово-морське політичне училище імені Рошаля, закінчив його в листопаді 1926 і відправлений на Чорноморський флот, де служив на посадах політрука роти, відповідального секретаря партбюро крейсера «Комінтерн» (листопад 1926 — січень 1929), військового комісара тральщика і в.о. військового комісара дивізіону тральщиків (січень — грудень 1929), військового комісара підводного човна «Політрук» (грудень 1929 — січень 1930).
У січні 1930 року вступив до морської групи Військово-політичної академії імені Толмачова. Закінчивши академію у травні 1934 року, був направлений на посаду військового комісара Курсів удосконалення підготовки командного складу Чорноморського флоту (травень 1934 — вересень 1937), потім став військовим комісаром лінкора «Паризька комуна» (флагмана Чорноморського флоту).
15 лютого 1939 року призначений начальником політичного управління Чорноморського флоту. 17 березня 1941 отримав військове звання дивізійного комісара. На посаді начальника політичного управління Чорноморського флоту зустрів початок німецько-радянської війни, з перших днів брав участь у бойових діях (в обороні Одеси, в боях при обороні Очакова в серпні 1941), понад вісім місяців знаходився в Севастополі, де одночасно з керівництвом політичного управління Чорноморського флоту був начальником політичного управління Севастопольського оборонного району (жовтень 1941 — червень 1942). 
Після залишення Севастополя (20 червня 1942) був призначений військовим комісаром Волзької військової флотилії (18 серпня 1942; з 16 жовтня 1942 року — заступник командувача Волзької флотилії із політчастини, начальник політичного відділу флотилії), де протягом всієї Сталінградської битви брав участь в безпосередніх бойових діях, в розмінуванні Волги. 13 грудня 1942 отримав звання контр-адмірала.
З 15 липня 1943 по липень 1944 року — начальник політичного відділу Управління вищих морських навчальних закладів Військово-морського флоту СРСР.
З липня 1944 по травень 1947 року — начальник політичного відділу Каспійської військової флотилії.
У травні 1947 — вересні 1949 — заступник командувача Чорноморським флотом із політичної частини, проживав у Севастополі. 
29 вересня 1949 року був заарештований органами МДБ СРСР за ведення «контрреволюційних» розмов, звинувачений у «шкідницької-підривної діяльності в партії і державному апараті». 28 жовтня 1950 року засуджений Воєнною колегією Верховного суду СРСР до розстрілу, розстріляний того ж дня в Суханівській в'язниці Москви. Похований на Донському кладовищі Москви.
Реабілітований 26 травня 1954 року.